# Na parket!
Na parket! (v anglickém originále Shake It Up) je americký televizní komediální seriál vysílaný na dětské televizi Disney Channel. Seriál měl premiéru 7. listopadu 2010 v USA a 29. ledna 2011 v Česku. Vytvořil ho Chris Thompson, hlavní role hrají Bella Thorneová a Zendaya. Seriál sleduje dobrodružství CeCe Jones (Bella Thorneová) a Rocky Blue (Zendaya) při jejich natančení taneční show Na Parket, Chicago! řeší svoje problémy a jejich rostoucí popularitu ve škole. Dalšími hlavními postavami jsou David Cleveland, Roshon Fegan, Adam Irigoyen, Kenton Duty a Caroline Sunshine.
Seriál byl nejdříve Disney nabídnut jako nová holčičí komedie s tanečními prvky. Seriál je již třetím seriálem s tanečními prvky, tak jako The Famous Jett Jackson a Sonny ve velkém světě. Seriál je taky první seriál s více než šesti hlavními postavami. Nejvíce zatím měl seriál So Random! a Sonny ve velkém světě.
Dne 29. září 2011 Disney Channel oznámil, že se seriál vrátí v druhé sérii s 26 epizodami. V pořadí již druhý soundtrack Shake It Up: Live 2 Dance byl v prodeji od 20. března 2012. Devadesátiminutový televizní speciál s názvem Na Parket!: Made in Japan měl premiéru 17. srpna 2012 v USA. Dne 4. června 2012 Disney Channel oznámil, že se seriál vrátí ve třetí sérii. Poslední epizoda měla v USA premiéru 10. listopadu 2013 a v Česku byla odvysílána 2. února 2014.

## Děj
Na parket! se točí kolem dobrodružství dvou nejlepších kamarádek Rocky Blue (Zendaya Coleman) a CeCe Jones (Bella Thorne). Dívky dostanou možnost jít na konkurz do pořadu Na Parket Chicago! a stát se profesionálními tanečnicemi. Zúčastní se, všechny ohromí a stanou se tvářemi tanečního pořadu.

## Obsazení
- Bella Thorne jako Cecilia "CeCe" Jones (český dabing Kristýna Skalová) je hlavní postava seriálu. Je popisovaná jako sebejistá a zlomyslná, je hlavní hnací silou. Ona a její nejlepší kamarádka Rocky byly na castingu pro "Shake It Up!" v Chicagu. Než vešla na pódium, myslela si, jaká to bude hračka. Jakmile tam však vešla, ozářil ji reflektor a ona stála nehybně a netancovala. Proto ji také nepřijali. Druhý den přišla do studia s Rocky, zatancovala, a přijali ji. Podle Thorne je charakter CeCe divoška s citem pro módu.
- Zendaya jako Raquel "Rocky" Blue (český dabing Ivana Korolová) je druhá z hlavních postav seriálu. Je popisovaná jako "hodná holčička" z té party, ona je popisována jako optimistka a velice chytrá studentka. Rocky byla první z těchto holek, která vyhrála roli v tanečním pořadu "Shake It Up!" v Chicagu. Později pomohla i CeCe roli v pořadu získat, aby mohly zůstat a tančit spolu.
- Davis Cleveland jako Flynn Jones (český dabing Jindřich Žampa, později Jakub Nemčok) je mladší bratr CeCe. Je malý, ale velice chytrý a na svůj věk vyspělý - za to asi může život s CeCe, která se chová jako malé dítě. Má rád slaninu, hraní videoher, ale nejvíc zbožňuje, když může provést něco špatného svojí starší sestře.
- Roshon Fegan jako Ty Blue (český dabing Štěpán Krtička) je starší bratr Rocky. Je zkušený tanečník, vyzkoušel si tancovat i v "Shake It Up", ale prohlásil, že tento pořad nemá tanec pro muže. Je popisován jako cool a sarkastický a on sám prohlásil, že je to výstižné.
- Adam Irigoyen jako Deuce Martinez (český dabing Šimon Štěpán), kamarád celé skupiny, dělá DJ, je vychytralý a zná skoro všechny a všechno, jak říká. Jeho specialitou je prodávání z kapsy.
- Kenton Duty jako Gunter (český dabing Petr Neskusil) a Caroline Sunshine jako Tinka Hessenheffer (český dabing Kristina Lukešová) jsou také tanečníci, z Rocky a CeCe si dělají legraci kdykoliv, kdy to jen jde. Tancují také v "Shake It Up!". Poprvé se v Chicagu objevili, když přijeli na výměnný pobyt, a tak se jim tam zalíbilo, že zůstali v Chicagu. Nosí velice výstřední a blyštivé oblečky.

## Vysílání
| Řada | Díly | Premiéra v USA | Premiéra v USA     | Premiéra v ČR  | Premiéra v ČR     |
| Řada | Díly | První díl      | Poslední díl       | První díl      | Poslední díl      |
| ---- | ---- | -------------- | ------------------ | -------------- | ----------------- |
| 1    | 21   | 7. října 2010  | 21. srpna 2011     | 29. ledna 2011 | 24. prosince 2011 |
| 2    | 31   | 18. září 2011  | 17. srpna 2012     | 25. února 2012 | 19. ledna 2013    |
| 3    | 26   | 14. října 2012 | 10. listopadu 2013 | 16. února 2013 | 2. února 2014     |

## Úvodní píseň
Úvodní píseň tohoto tanečního sitcomu se jmenuje stejně jako tento seriál, tedy "Shake it up" a napsali ji Jeanne Lurie, Aris Archontis a Chen Neeman. Text nazpívala se svojí kapelou The Scene Selena Gomez, známá ze seriálu Kouzelníci z Waverly.

### Hodně štěstí, Charliecrossover
Dne 5. června 2011 měl premiéru crossoverový díl dvou seriálů Hodně štěstí, Charlie a Na parket! v České republice měl tento díl premiéru 14. ledna 2012. V této epizodě Teddy, Charlie a Amy (postavy ze seriálu Hodně štěstí, Charlie) jedou do Chicaga, aby navštívili svou pratetu Nellu, ale když přijedou vezmou jiné auto. Sestry Duncanovi utvoří hip-hopové duo a budou přijati do show „Shake It Up, Chicago!“. Gunther, Tinka a Ty v této epizodě nehrají, hrají zde pouze Rocky, CeCe, Flynn, Deuce a Gary. Je to epizoda zařazena do epizod seriálu Hodně štěstí, Charlie nikoli Na Parket!